# Подосиновская волость
Подосиновская волость (первоначально Осиновская) — административно-территориальная единица, с центром в селе Подосиновец, в составе II-го стана Никольского уезда Вологодской губернии. Впервые упоминается в документах судного дела за 1593 год. С июня 1918 года волость передана в Северо-Двинскую губернию, в феврале 1924 года передана в Великоустюжский уезд той же губернии и 10 июня 1924 года преобразована в Подосиновский район. По данным на 1872 год в волости проживало 3428 мужчин и 3854 женщины. 

## Состав
На территории волости насчитывалось 40 деревень.

## Инфраструктура
Основа экономики —  земледелие и скотоводство, охота, ремесленное производство и торговля.